# Гана на летних Олимпийских играх 2012
Гана принимала участие в летних Олимпийских играх 2012 года, которые проходили в Лондоне (Великобритания) с 27 июля по 12 августа, где её представляли 9 спортсменов в четырёх видах спорта. На церемонии открытия Олимпийских игр флаг Ганы нёс боксёр Максвелл Ампонса.
На летних Олимпийских играх 2012 Гана не сумела завоевать ни одной олимпийской медали. Большинство спортсменов Ганы впервые принимали участие в Олимпийских играх. В то же время, для Виды Аним эти Игры стали четвёртыми в карьере. Знаменосец Максвелл Ампонса, являющийся чемпионом Африки, не сумел принять участие в соревновании, так как получил травму.

## Состав и результаты

### Бокс
Мужчины
| Соревнование | Спортсмены       | 1/16 финала              | 1/8 финала           | Четвертьфинал        | Полуфинал            | Финал                | Место |
| Соревнование | Спортсмены       | Соперник Результат       | Соперник Результат   | Соперник Результат   | Соперник Результат   | Соперник Результат   | Место |
| ------------ | ---------------- | ------------------------ | -------------------- | -------------------- | -------------------- | -------------------- | ----- |
| до 49 кг     | Сулеману Тетте   | PURДж. Ортис П 6:20      | Завершил выступление | Завершил выступление | Завершил выступление | Завершил выступление | 17    |
| до 52 кг     | Дюк Мика         | MRIО. Лавигилант В 18:14 | IRLМ. Конлан П 8:19  | Завершил выступление | Завершил выступление | Завершил выступление | 9     |
| до 56 кг     | Исаак Догбое     | JPNС. Симидзу П 9:10     | Завершил выступление | Завершил выступление | Завершил выступление | Завершил выступление | 17    |
| до 91 кг     | Максвелл Ампонса | Не проводится            | WD                   | WD                   | WD                   | WD                   | WD    |

### Дзюдо
Мужчины
| Соревнование | Спортсмены      | 1/32 финала        | 1/16 финала               | 1/8 финала           | Четвертьфинал        | Полуфинал            | Финал                | Место |
| Соревнование | Спортсмены      | Соперник Результат | Соперник Результат        | Соперник Результат   | Соперник Результат   | Соперник Результат   | Соперник Результат   | Место |
| ------------ | --------------- | ------------------ | ------------------------- | -------------------- | -------------------- | -------------------- | -------------------- | ----- |
| до 73 кг     | Эммануэль Нарти | Не участвовал      | NEDД. Эльмонт П 0003:0111 | Завершил выступление | Завершил выступление | Завершил выступление | Завершил выступление | 16    |

### Лёгкая атлетика
Мужчины
Технические виды
| Соревнование   | Спортсмены     | Квалификация | Квалификация | Финал                | Финал                |
| Соревнование   | Спортсмены     | Результат    | Место        | Результат            | Место                |
| -------------- | -------------- | ------------ | ------------ | -------------------- | -------------------- |
| Прыжки в длину | Игнисиус Гайса | 7,79         | 18           | Завершил выступление | Завершил выступление |

Женщины
Беговые виды
| Соревнование | Спортсмены | Отборочный раунд | Отборочный раунд | Отборочный раунд | Полуфинал             | Полуфинал             | Полуфинал             | Финал                 | Финал                 |
| Соревнование | Спортсмены | Забег            | Результат        | Место            | Забег                 | Результат             | Место                 | Результат             | Место                 |
| ------------ | ---------- | ---------------- | ---------------- | ---------------- | --------------------- | --------------------- | --------------------- | --------------------- | --------------------- |
| 200 метров   | Вида Аним  | 2                | 23,71            | 8                | Завершила выступление | Завершила выступление | Завершила выступление | Завершила выступление | Завершила выступление |

Семиборье
| Спортсмены       | 100 м с барьерами | Прыжок в высоту | Толкание ядра | 200 м | Прыжок в длину | Метание копья | 800 м | Всего очков | Место |
| ---------------- | ----------------- | --------------- | ------------- | ----- | -------------- | ------------- | ----- | ----------- | ----- |
| Маргарет Симпсон | WD                | WD              | WD            | WD    | WD             | WD            | WD    | WD          | WD    |

### Тяжёлая атлетика
Женщины
| Соревнование | Спортсмены       | Рывок     | Рывок | Толчок    | Толчок | Всего | Место |
| Соревнование | Спортсмены       | Результат | Место | Результат | Место  | Всего | Место |
| ------------ | ---------------- | --------- | ----- | --------- | ------ | ----- | ----- |
| свыше 75 кг  | Альберта Ампрома | 73        | 14    | 101       | 12     | 174   | 13    |